# Anolis aurifer
Anolis aurifer — вид ігуаноподібних ящірок родини анолісових (Dactyloidae). Ендемік Гаїті.

## Поширення і екологія
Anolis aurifer мешкають на північних і південних схилах масиву де ла Отт на південному заході острова Гаїті.